# Escarapela aeronáutica

La primera escarapela utilizada como insignia nacional en un avión militar fue la francesa, establecida por la Aeronáutica Militar de Francia en 1912.

Escarapela del Ejército del Aire español.

Escarapela de la Fuerza Aérea Argentina

La escarapela aeronáutica o escarapela aérea es el emblema aeronáutico militar de nacionalidad y se utiliza en las distintas fuerzas aéreas como distintivo para indicar la nacionalidad en los aviones o aeronaves que, debido a la velocidad que alcanzan, no pueden enarbolar banderas en su forma tradicional.

## Formas
La mayoría de estos distintivos nacionales tienen la forma de la escarapela circular. 102 emblemas nacionales siguen un modelo circular, pero hay excepciones:
- 11 países usan formas geométricas distintas al círculo: 
  - 6 usan triángulos: Birmania, Botsuana, Estonia, Hungría, México y Macedonia del Norte.
  - Bosnia y Herzegovina, Chile y Eslovaquia usan la forma de sus respectivos escudos nacionales.
  - Indonesia, un pentágono.
  - Polonia, un cuadrado.

- 8 países emplean cintas horizontales (China, Corea del Sur, Estados Unidos, Filipinas, Panamá, Senegal, Venezuela y Vietnam).

- 4 países utilizan banderas (Belice, Brunéi, Islandia y Laos).

- 7 países usan estrellas (Bielorrusia, Brasil, Guatemala, Kazajistán, Nepal, Rusia y Tayikistán).

- 3 países emplean cruces (Alemania, Lituania y Portugal).

Son herederos de esta tradición algunos emblemas de marcas registradas de compañías privadas, como el logo BMW y el logo del metro de Londres.

## Historia de su uso militar

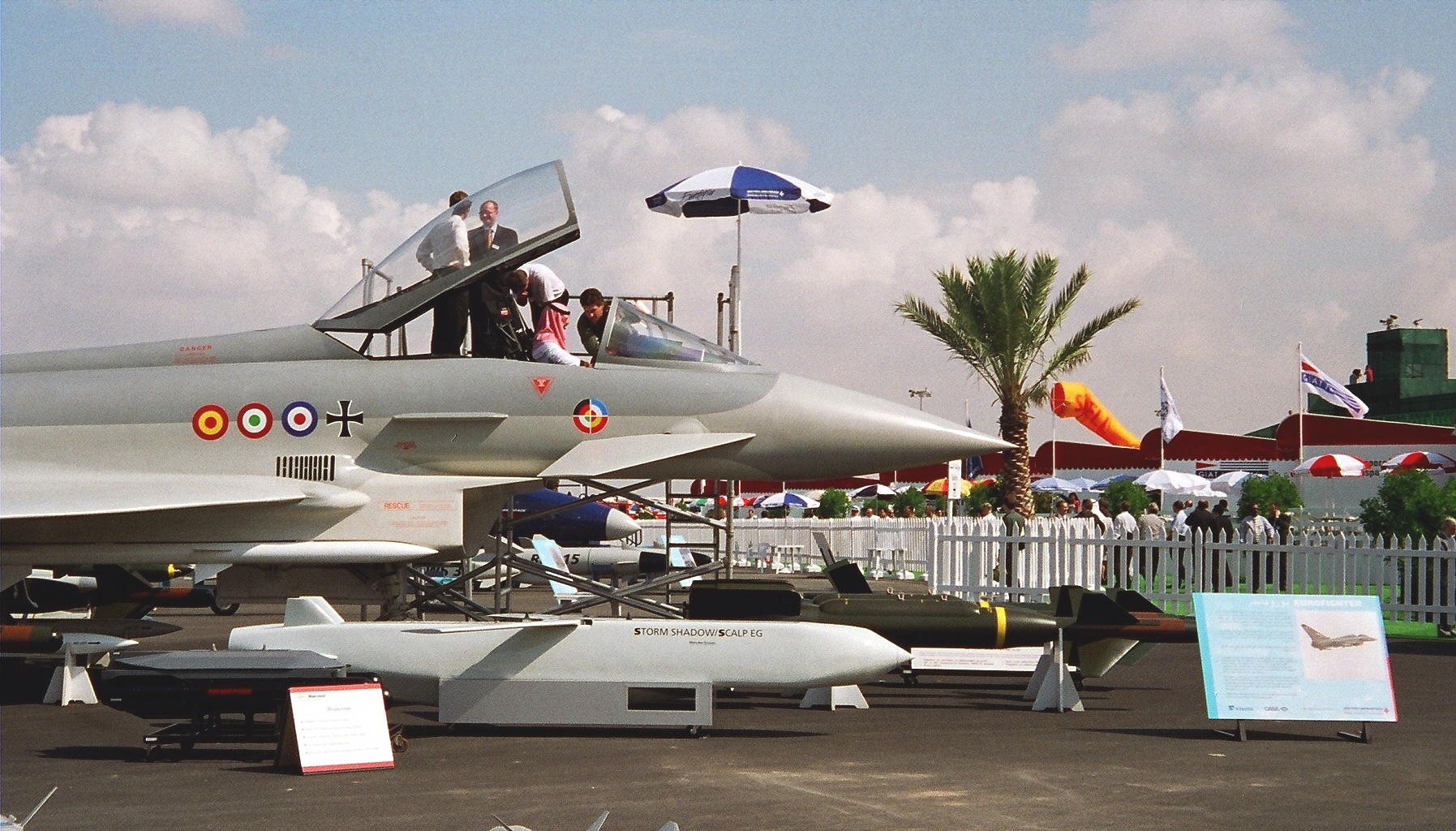
Primer prototipo de Eurofighter Typhoon mostrado en un espectáculo aéreo en Dubái en 1998. Nótense las múltiples escarapelas de las distintas fuerzas aéreas: de la Luftwaffe alemana, de L'Aeronautica Militare italiana, de Royal Air Force británica y del Ejército del Aire español.

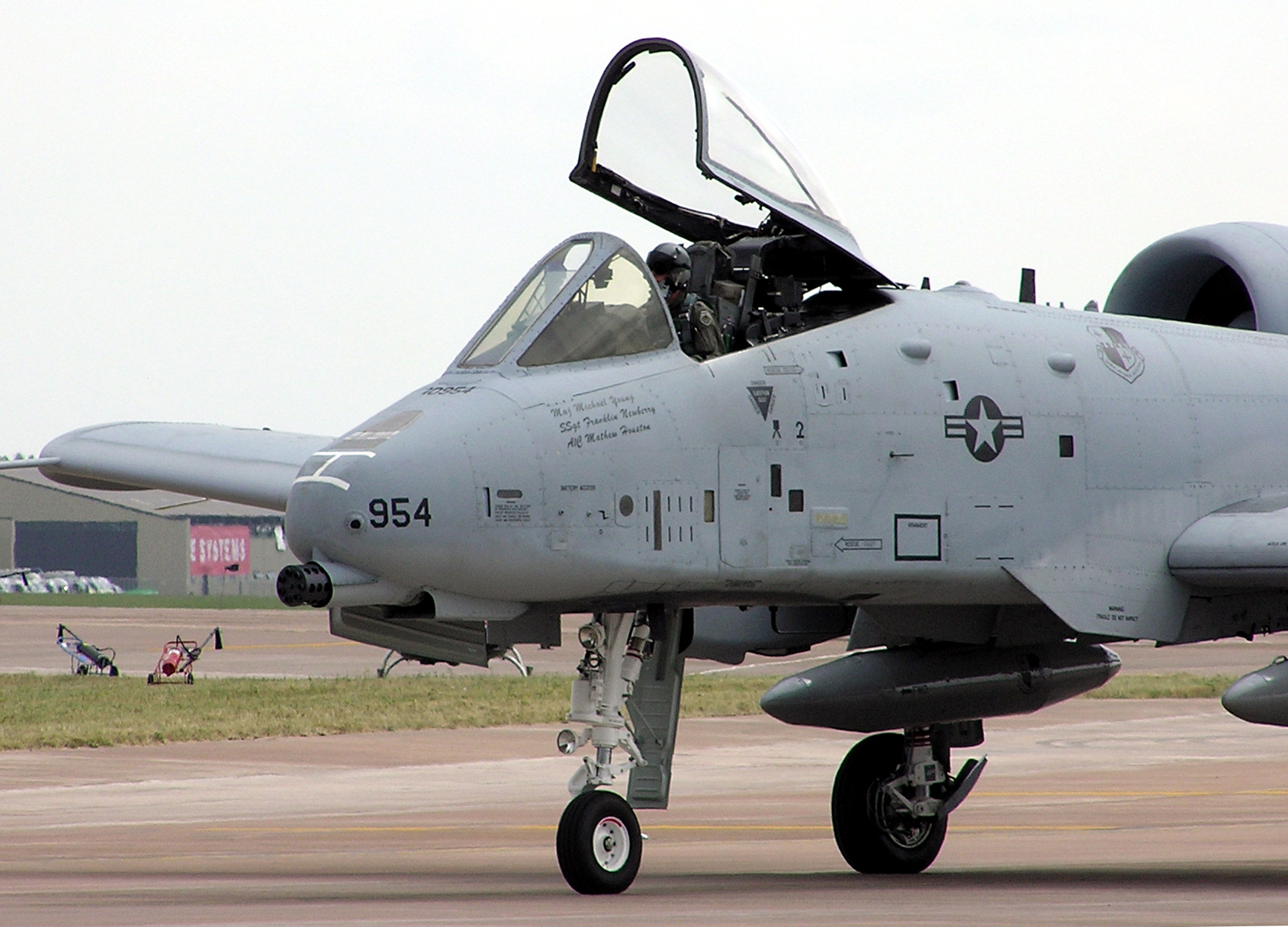
Un A-10 Thunderbolt II de la Fuerza Aérea de los Estados Unidos de Norteamérica con un distintivo de baja visibilidad en el fuselaje.

El primer uso de este distintivo se realizó en un avión militar de la Armée de l'Air (la Fuerza Aérea Francesa) durante la Primera Guerra Mundial. El diseño elegido fue el de la escarapela tricolor que había originado la bandera de Francia durante la Revolución francesa. 
Por su parte, los británicos abandonaron las tradicionales Union Jack (la bandera británica) pintadas sobre sus aparatos porque se parecían demasiado a la cruz de hierro alemana y a los aparatos británicos los confundían desde el suelo con aviones alemanes. En lugar de usar su bandera, los británicos se inspiraron del modelo francés, pero invirtiendo el orden de los colores: el círculo central de la escarapela francesa es azul (siendo el círculo exterior de color rojo), mientras que el orden de los colores de la escarapela británica es rojo-blanco-azul, siendo el círculo central de color rojo y el exterior de color azul. Este diseño circular basado en el francés fue modificado posteriormente por las fuerzas aéreas imperiales británicas para sus diferentes colonias. El círculo central rojo se convirtió en: una hoja de arce (Canadá), un canguro (Australia) y un kiwi (Nueva Zelanda).
Durante la Primera Guerra Mundial, las escarapelas basadas en colores nacionales fueron adoptadas posteriormente por las fuerzas aéreas aliadas de Francia para identificar sus propios aviones. Las potencias centrales, en cambio, utilizaban cruces negras.
Durante la Segunda Guerra Mundial y en los teatros de operaciones de Asia y del Pacífico, el círculo interior rojo de la escarapela británica fue pintado de blanco o azul claro, para no confudirlo con el círculo rojo de los aparatos japoneses.
En la actualidad se usan emblemas de baja visibilidad, especialmente en escuadrillas activas y en combate.

## Culturapop
- La escarapela aeronáutica de la Fuerza Aérea Británica estuvo muy asociada al pop art de los años 60, al aparecer a menudo en pinturas de artistas urbanos. Llegó a formar parte de la conciencia pop a partir del grupo The Who, que comenzó a usar tanto la escarapela como la bandera británicas como parte del decorado en sus actuaciones.

- En algunas de las obras de Paul Weller hay escarapelas aeronáuticas para formar discos psicodélicos de colores.

## Emblemas de fuerzas aéreas por nación

Afganistán
Albania
Alemania
Angola
Arabia Saudí
Arabia Saudí (baja visibilidad)
Argelia
Argentina
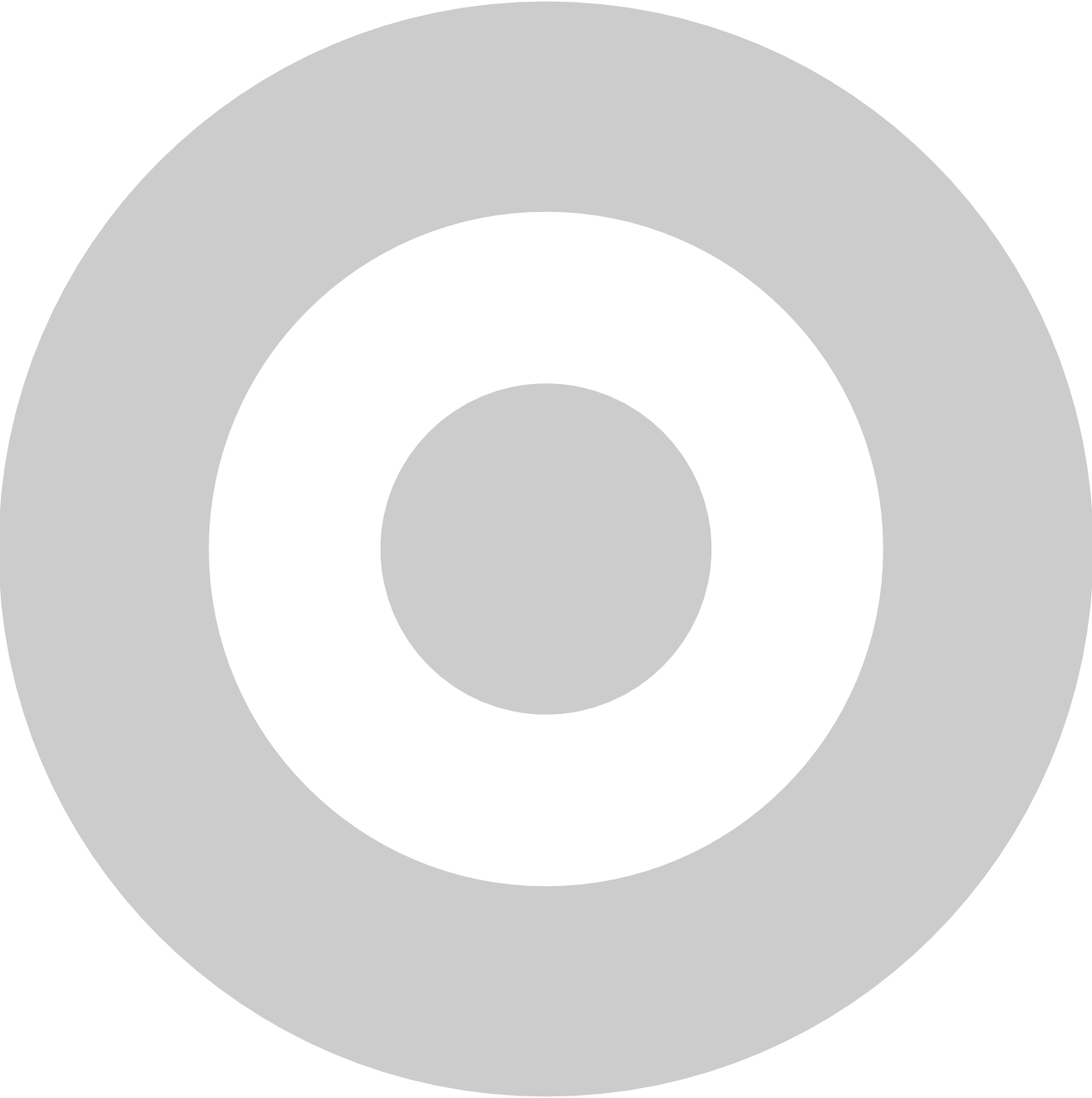
Argentina (baja visibildad)
Armenia
Australia
Australia (baja visibildad)
Australia, (Aviación del ejército)
Austria
Azerbaiyán
Bahamas
Baréin
Bangladés
Bélgica
Belice
Benín
Bután
Bielorrusia
Birmania
Bolivia
Bosnia y Herzegovina
Botsuana
Brasil
Brasil (baja visibilidad)
Brasil, aviación naval
Brasil, aviación del ejército
Brunéi
Bulgaria
Burkina Faso
Burundi
Camboya
Camerún
Canadá
Canadá (baja visibilidad)
Catar
República Centroafricana
Chad
Chile
Chile (baja visibilidad)
República Popular China (China)
Chipre
Chipre (baja visibilidad)
Colombia
Colombia (baja visibilidad)
Colombia, aviación naval
Colombia, aviación naval (baja visibilidad)
Comoras
República del Congo
Corea del Norte
Corea del Sur
Corea del Sur (baja visibilidad)
Costa de Marfil
Croacia
Croacia (baja visibilidad)
Cuba
Dinamarca
Ecuador
Ecuador, aviación naval
Egipto
El Salvador
Emiratos Árabes Unidos
Emiratos Árabes Unidos (baja visibilidad)
Eritrea
Eslovaquia
Eslovaquia (baja visibilidad)
Eslovenia
España
Estados Unidos
Estados Unidos (baja visibilidad)
Estados Unidos (baja visibilidad) alternativa
Estonia
Etiopía
Filipinas
Filipinas (baja visibilidad)
Finlandia
Francia
Francia, aviación naval
Francia, aviación naval (baja visibilidad)
Gabón
Georgia
Ghana
Grecia
Guatemala
Guatemala (baja visibilidad)
Guinea
Guinea-Bissau
Guinea Ecuatorial
Guyana
Honduras
Hungría
Hungría (baja visibilidad)
India
Indonesia
Indonesia, aviación del Ejército de Tierra
Indonesia, aviación naval
Irán
Irlanda
Islandia
Israel
Italia
Italia (baja visibilidad)
Jamaica
Japón
Jordania
Kazajistán
Kenia
Kirguistán
Kuwait
Laos
Lesoto
Letonia
Líbano
Liberia
Libia
Lituania
Luxemburgo
Macedonia del Norte
Madagascar
Malaui
Malasia
Malasia, aviación naval
Maldivas
Mali
Malta
Marruecos
Mauricio
Mauritania
México
México (baja visibilidad)
México, aviación naval
Moldavia
Mongolia
Montenegro
Mozambique
Nepal
Nicaragua
Níger
Nigeria
Nigeria, aviación naval
Noruega
Noruega (baja visibilidad)
Nueva Zelanda
Nueva Zelanda(baja visibilidad)
Omán
Omán (alternativo)
Pakistán
Países Bajos
Países Bajos (baja visibilidad)
Países Bajos (baja visibilidad) alternativa
Panamá
Papúa Nueva Guinea
Paraguay
Perú
Perú, aviación naval
Polonia
Portugal
Portugal (baja visibilidad)
Reino Unido
Reino Unido (baja visibilidad)
Reino Unido (baja visibilidad, modo ligero)
República Checa
República Checa (baja visibilidad)
República Democrática del Congo
República Dominicana
República Dominicana (baja visibilidad)
Rumanía
Rusia
Ruanda
Senegal
Serbia
Serbia (baja visibilidad)
Seychelles
Sierra Leona
Somalia
Sri Lanka
Sudáfrica
Sudáfrica (baja visibilidad)
Sudán
Suecia
Suecia (baja visibilidad)
Suiza
Surinam
Tailandia
República de China (Taiwán)
República de China (Taiwán) (baja visibilidad)
Tanzania
Tayikistán
Togo
Trinidad y Tobago
Túnez
Turkmenistán
Turquía
Ucrania
Ucrania, aviación naval
Uganda
Uruguay
Uruguay, aviación naval
Uzbekistán
Venezuela
Venezuela (baja visibilidad)
Venezuela, aviación naval
Vietnam
Yemen
Yibuti
Zambia
Zimbabue

## Emblemas de fuerzas aéreas por organizaciones con estatus deSujeto de Derecho internacional

Soberana Orden Militar de Malta

## Emblemas de fuerzas aéreas de países no reconocidos

Abjasia
Transnistria

## Emblemas antiguos de Fuerzas Aéreas

Abjasia (1992-2008)
Reino de Afganistán 1924-1928
Reino de Afganistán 1928-1929[2]
Reino de Afganistán 1929-1967
Afganistán 1967-1978
República Democrática de Afganistán 1978-1980
República Democrática de Afganistán 1980-1992
Estado Islámico de Afganistán 1992-2002
Albania 1946-1958
Albania 1958-1960
Albania 1960-1991
Albania 1960-1991
Alemania, Tercer Reich 1936-1945 distintivo empleado en los aviones de la Luftwaffe
República Democrática Alemana
Alto Volta 1963-1990
Angola 1975
Angola 1975-1980
Angola 1980-2011
Federación de Arabia del Sur
Argelia 1962-1964
Argentina, aviación naval 1962-1964
Australia 1942-1946
Australia 1943-1946
Austria 1918-1920
Austria 1936
Austria 1936-1938
Austria 1918-1920 Austria (Tercer Reich) 1938-1945
Benín 1967-1975
Benín 1975-1991
Biafra 1967-1970
Bofutatsuana 1987–1994
Brasil 1914-1918
Brasil, frente europeo 1943-1945
Reino de Bulgaria 1915-1918
Reino de Bulgaria 1918-1920
Reino de Bulgaria 1938-1941
Reino de Bulgaria 1941-1944
Reino de Bulgaria 1944-1946
República Popular de Bulgaria 1946-1948
República Popular de Bulgaria 1948-1992
Camboya 1954-1970
Camboya 1970-1975
Kampuchea Democrática 1975-1979
República Popular de Kampuchea 1979-1989
Camboya (1979–1989)
Camboya 1989-1994
Canadá 1946-1965
Checoslovaquia 1918–1920
Checoslovaquia 1945-93
Chile 1918-1930
China 1916–1920
China 1920–1921
Colombia 1925-1953
República del Congo
Corea del Sur 1949-2005
Costa Rica 1964–1994
Croacia 1941
Croacia 1944-1945
Croacia 1991–1994
Cuba 1955–1959
Cuba 1959–1962
Reino de Egipto 1939–1945
Egipto 1945–1958
Eslovaquia 1941-1945
Eslovenia 1991–1996
España 1931-1936
Segunda República Española 1936–1939
Bando nacional durante la Guerra Civil Española 1936-1939
Bando nacional durante la Guerra Civil Española 1936-1939
Bando nacional durante la Guerra Civil Española 1936-1939
Estados Unidos 1918-1919
Estados Unidos 1927-1942
Estados Unidos 1942-1943
Estados Unidos 1943
Estados Unidos 1943-1947
Cuerpo de Marines de Estados Unidos (1912)
Finlandia 1918-1944
Francia 1912–1945
Francia libre 1940-1944
Haití 1961–1964
Haití 1964–1986
Haití 1986–1994
Hungría 1919
Reino de Hungría 1938–1941
Reino de Hungría 1942–1945
República Popular de Hungría 1951–1990
Hungría 1990–1991
Imperio Alemán 1914-1918
Imperio Austrohúngaro 1914–1916
Imperio Austrohúngaro, aviación naval 1915-1918
Imperio Austrohúngaro 1918
Imperio Austrohúngaro 1912-1918
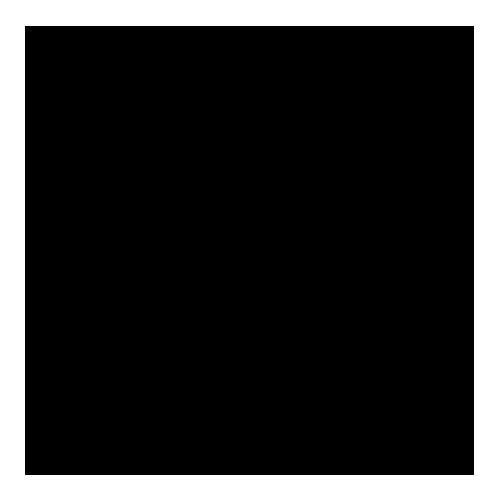
Imperio Otomano 1909-1918
Imperio Ruso 1915-17
India 1947–1950
Indias Orientales Neerlandesas 1915-1950
Indonesia 1946-1949
Irak 1931-2003
Irlanda 1922-1923
Irlanda 1939-1954
Israel (Primera versión)
Reino de Italia 1922-1940
Reino de Italia 1940-1943
República Social Italiana
República Social Italiana Fuselaje 1943-1945
Katanga
Reino de Laos 1954-1976
Letonia 1918-1940
Letonia (Guardia Nacional) 1993-2000
Reino de Libia 1959-1969
Libia 1969-1977
Libia 1977-2011
Libia 2011-2016
Malasia 1963–1982
Malta 1980–1988
Manchukuo (Nación de Manchuria) 1928-1931
Manchukuo (Nación de Manchuria) 1938-1945
Mongolia 1949-1992
Nicaragua 1962–1979 (Alas)
Nicaragua 1962–1979 (Fuselaje)
Noruega 1914–1940
Nueva Zelanda 1943–1946
Países Bajos 1914-1921
Países Bajos 1939-1941
Polonia 1921–1993
Portugal 1912-1918
Reino Unido 1937–1942
Reino Unido 1942–1947
Reino Unido, frente de Asia y el Pacífico 1942-1945
República Árabe Unida
Republika Srpska (Variante 1)
Republika Srpska (Variante 2)
Rodesia del Sur 1939–1954
Federación de Rodesia y Niasalandia 1954–1963
Rodesia 1963–1970
Rodesia 1970-1980
Reino de Rumania 1941–1944
Rumania (1947–1985)
Rusia 2010-2013
Serbia 1912–1915
Serbia 1915–1918
Serbia y Montenegro / Yugoslavia 2003-2006
Singapur 1968–1973
Singapur 1973–1990
Siria 1948–1958
Siria 1980–2024
Sri Lanka 1951-2010
Unión Sudafricana 1924-1947
Unión Sudafricana 1947-1957
Sudáfrica 1957–1994
Sudáfrica 1994-2003
Sudán 1956–1970
Suecia 1927–1937
Suiza 1914–1947
Taiwán 1921–1991
Turkmenistán 1991-2011
Turquía 1918–1972
Unión de Repúblicas Socialistas Soviéticas 1918-1943
Unión de Repúblicas Socialistas Soviéticas 1943-1991
Vietnam del Sur 1954-1975
Reino de Yemen 1957-1962
Yemen del Norte 1962-1990
Yemen del Sur 1967-90
Reino de Yugoslavia 1923–1929
Reino de Yugoslavia 1929–1941
Yugoslavia 1945-1991
Zaire 1971-1997

## Emblemas aéreos transnacionales

Unión Europea - EUROFOR
Consorcio Europeo Aeronáutico